# Kraljevina León
Kraljevina Leon (port. Reino de Leão, špa. Reino de León, lat. Regnum Legionense) bila je jedna od srednjovjekovnih kraljevina na Pirenejskom poluotoku, nasljednica Kraljevine Asturije, koja je imala važnu ulogu u Rekonkvisti i nastanku sukcesivnih kršćanskih kraljevina u zapadnom dijelu poluotoka.

## Povijest
Grad León je osnovala Sedma rimska legija. Bio je glavno sjedište legije u poznom carstvu i središte trgovine zlatom čiji su se rudnici nalazili u obližnjem Las Medulasu. Godine 540. grad je osvojio arijsko vizigotski kralj  Leovigild, koji nije dirao kršćansko stanovništvo. Godine 717. Leon je pao u ruke Maura. Leon je također bio jedan od prvih gradova koji su osvojeni tijekom Rekonkviste i postao je dio Kraljevine Asturije 742. godine.

## Nastanak Kraljevine
Godine 913. osnovana je neovisna Kraljevina Leon kada su asturijski kraljevi premjestili svoju prijestolnicu iz Ovieda u Leon, čime su okrenuli leđa Atlantskom oceanu koji je u ono doba vrvio Vikinzima, i naselili se na visoravni Meseta u središtu današnje Španjolske.
Leon se odmah počeo širiti na jug i istok, osiguravajući novoosvojena područja mnogobrojnim utvrdama. Novoformirana zona je dobila ime Grofovija Burgos. Godine 931. grof Fernando Gonzales pretvara Kastilju u nasljednu grofoviju, neovisnu od utjecaja leonskih kraljeva. Usvojio je titulu kralja Kastilje, prema mnogobrojnim utvrđenjima (kastiljos) koja su se nalazila u toj oblasti, i nastavio sa širenjem kraljevstva na račun Leona, te sklopivši savez s Kordobskim kalifatom sve do 966. kada ga je zaustavio Sančo I. Debeli.

## Prvo ujedinjenje s Kastiljom
Stalni sukobi između ove dvije kraljevine su dovodili do slabljenja zajednice i činilo je lakim plijenom. Kralj Sančo III. Navarski, pripojio je svom kraljevstvu Kastilju oko 1020., a pred kraj života, 1035. godine, isto radi i s Leonom, ostavivši Galiciju privremeno nezavisnu. U tradicionalnoj podjeli zemlje koja je slijedila nakon njegove smrti, njegov sin Ferdinand će dobiti grofoviju Kastilju. Ferdinand je bio oženjen Sančom, sestrom Bermuda III., kralja Leona. Fernando je isprovocirao bitku kod Tamarona u kojoj je Bermudo III. poginuo. Kako Bermudo nije imao nasljednika, njegov šurjak, Ferdinand I. Kastiljski polagao je pravo na leonsko prijestolje. Tada dolazi do prvog ujedinjenja ova dva kraljevstva.

## Drugo ujedinjenje s Kastiljom
Nakon smrti Ferdinanda I. 1065. godine, slijedeći tradiciju da se kraljevstvo dijeli među sinovima, Kastilja je podijeljena između dva sina, Sanča i Alfonsa. Alfons je dobio Leon, a Sančo Kastilju, García Galiciju, a Uraka Zamoru. Sančo i Alfons su napali svog brata Garciju i oteli mu Galiciju. Sančo, nezadovoljan Kastiljom i polovicom Galicije, napada svog brata Alfonsa i otima mu Leon uz pomoć El Cida. Uraka pruža utočište leonskoj vojsci i prima ih u Zamoru. Sančo opkoljuje Zamoru, no 6. listopada 1072. godine ubija ga galicijski plemić, Bellido Dolfos, što prouzročava povlačenje kastiljanske vojske. Tako Alfons ne samo da je povratio svoje leonsko prijestolje, nego je postao i kralj Kastilje i Galicije, čime dolazi do drugog ujedinjenja koje će potrajati više generacija.

## Treće i konačno ujedinjenje s Kastiljom
Više od 80 godina trajalo je drugo ujedinjenje Leona i Kastilje. Do ponovne podjele će doći 1157. godine nakon smrti Alfonsa VII., kada je kraljevstvo opet tradicionalno podijeljeno između njegova dva sina, te je Sančo dobio Kastilju, a Ferdinand Leon. Leon će ostati neovisna kraljevina sljedećih 60 godina.
1230. godine dolazi do posljednjeg i konačnog ujedinjenja Kastilje i Leona kada Ferdinand III. od Kastilje nasljeđuje od svoje majke Berenguele kraljevinu Kastilju (1217.), i od svog oca Alfonsa IX. Leon (1230.). Istovremeno je iskoristio opadanje almohadskog carstva i osvojio je dolinu Guadalqivira, a njegov sin Alfonso je osvojio taifu Murciju. Kortesi Kastilje i Leona su se ujedinili, i taj trenutak se smatra nastankom Krune Kastilje koja se sastojala iz dva kraljevstva: Kastilije i Leona, i taifa i gospodstava koje su osvojili od Arapa (Cordoba, Murcia, Jaén, Sevilla).
Od onda pa na dalje, Leon će prvo biti dio Krune Kastilije. Prvi korak ka daljem ujedinjenju pirinejskih kraljevina i stvaranju onoga što se danas naziva Španjolskom je bio 1479. godine kad su se vjenčali Fernando Aragonski i Izabele Kastiljska, koji su zajedničkim snagama završili Rekonkvistu. Međutim, svako od njih je zadržao svoje naslove, tako da se konačno ujedinjenje u španjolsku državu dogodilo tek vladavinom njihovog unuka, Karla I. Španjolskog, koji je također bio i car Svetog Rimskog Carstva, i koji je stvorio carstvo koji se protezalo na tri kontinenta.
| Popis kršćanskih kraljevina na Pirenejskom poluotoku od Rekonkviste do danas |                     |                     |                 |                      |                   |                      |                     |                     |                     |
| Portugal                                                                     | Španjolska          | Španjolska          | Španjolska      | Španjolska           | Španjolska        | Španjolska           | Španjolska          | Španjolska          | Španjolska          |
| Portugal                                                                     | Kruna Kastilije     | Kruna Kastilije     | Kruna Kastilije | Kruna Kastilije      | Kraljevina Navara | Kruna Aragonije      | Kruna Aragonije     | Kruna Aragonije     | Kruna Aragonije     |
| Portugal                                                                     | Kraljevina Galicija | Kraljevina Asturija | Kraljevina Leon | Kraljevina Kastilija | Kraljevina Navara | Kraljevina Aragonija | Grofovija Barcelona | Kraljevina Valencia | Kraljevina Mallorca |